# Aspero
Aspero – stanowisko archeologiczne w Peru, położone na wzgórzach Lomas de Puerto. Zidentyfikowane zostało 17 kopców - 11 małych, 6 większych o wysokości od kilku do kilkunastu metrów. Dwa najbogatsze pod względem archeologicznym to:
- Huaca de los Sacrificios - na jego szczycie znajdował się dziedziniec z paleniskiem pośrodku. W pobliżu palenisko znaleziono pozostałości dwu ofiar, mężczyzny oraz noworodka owiniętego w tkaniny w koszu, który następnie umieszczono w kamiennej wanience.
- Huaca de los Idolos - na jego szczycie znajduje się pomieszczenia i dziedzińce zajmujące obszar 20 na 30 metrów. W posadzce jednego z pomieszczeń odkryto kilkanaście figurek kobiet z niewypalonej gliny.